# Rudolf Kaufmann (Kunsthistoriker)
Rudolf Kaufmann (* 1902 in Basel; † 1976 ebenda) war ein Schweizer Kunsthistoriker, Lehrer und Autor.

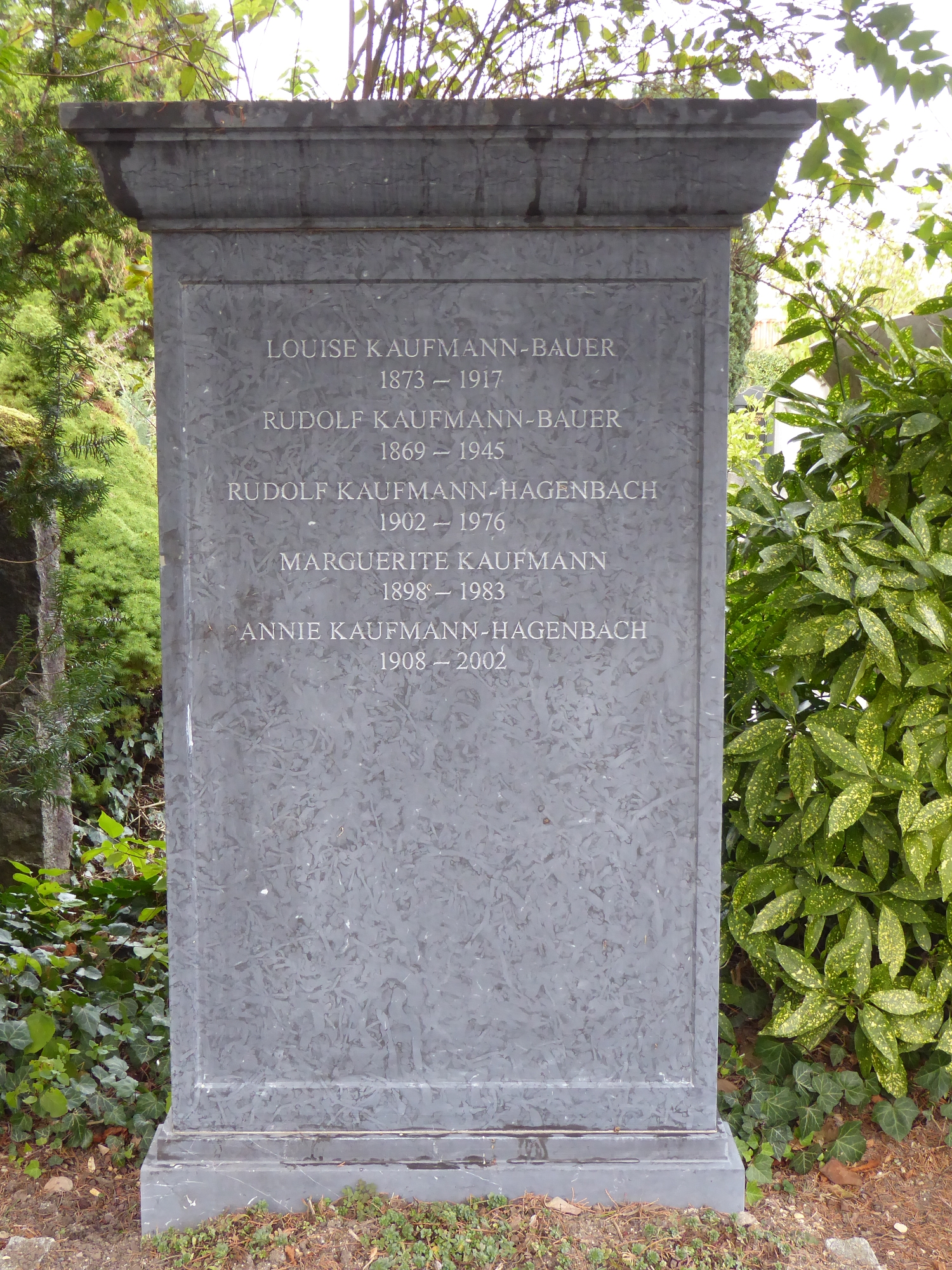
Grab auf dem Wolfgottesacker in Basel.

## Leben
Rudolf Kaufmann war ein Sohn des aus Bern stammenden Buchbinders und Begründers einer Lederwarenhandlung in Basel Rudolf Kaufmann (1869–1945) und der Louise, geborene Bauer (1873–1917).
Kaufmann war mit der Kunsthistorikerin Annie, geborene Hagenbach (1908–2002) verheiratet. Sie war die Tochter des August Hagenbach und Enkelin des Eduard Hagenbach-Bischoff.
Kaufmann war Präsident der staatlichen Heimatschutzkommission des Kantons Basel-Stadt. Seine letzte Ruhestätte fand er auf dem Wolfgottesacker in Basel.